# Cosmos 221
Cosmos 221 (en ciríl·lic, Космос 221) va ser un satèl·lit artificial militar soviètic pertanyent a la classe de satèl·lits DS (de tipus DS-P1-Yu) i llançat el 24 de maig de 1968 mitjançant un coet Kosmos-2I des del cosmòdrom de Plesetsk.

## Objectius
Cosmos 221 va ser part d'un sistema de satèl·lits utilitzats com a objectius de prova per al sistema de radars antibalístics soviètics. Els satèl·lits del tipus DS-P1-Yu van ser desenvolupats per V. M. Kovtunenko en la OKB-586 i van ser utilitzats fins a 1978, amb un total de 78 llançaments.
El propòsit declarat per la Unió Soviètica davant l'Organització de les Nacions Unides al moment del llançament era realitzar «recerques de l'atmosfera superior i l'espai exterior».

## Característiques
El satèl·lit tenia una massa de 400 kg (encara que altres fonts indiquen 250kg). El satèl·lit va ser injectat inicialment en una òrbita amb un perigeu de 220 km i un apogeu de 2108 km, amb una inclinació orbital de 48,4 graus i un període de 108,3 minuts.
Cosmos 221 reentrà en l'atmosfera el 31 d'agost de 1969.